# Bretagne Magazine (1965-1969)
Pour les articles homonymes, voir Bretagne Magazine.
Bretagne Magazine est un magazine mensuel breton publié entre 1965 et 1969. Il a été fondé par l'homme politique breton Yvon Bourges puis dirigé par le journaliste et militant Jean Bothorel. Il compte 29 numéros et était consacré à la description de la Bretagne et de ses enjeux.

## Historique
Bretagne Magazine est fondé en novembre 1965 par Yvon Bourges, alors député-maire de Dinard. Son intention est alors de créer un magazine luxueux et de grand standing, "un Match breton". Il confie le poste de rédacteur en chef à Jean Bothorel, alors membre de son cabinet et fervent partisan de la cause indépendantiste bretonne. Le premier numéro est tiré à 37 000 exemplaires et ses ventes s'élèvent à 20 000 exemplaires. La couverture est une photographie de Danièle Martin, jeune Miss Bretagne de l'année, posant en coiffe et robe de Pont-Aven. Après ce premier numéro réussi, les ventes s'écroulent à cause de la méfiance du mouvement politique et culturel breton Emsav, vis-à-vis des positions gaullistes de la revue.
En décembre 1965, Yvon Bourges est nommé secrétaire d'État chargé de l'information auprès du général de Gaulle, et il décide de céder le titre à l'imprimeur Chaix-Desfossés-Néogravure, tout en conservant un droit de regard sur les orientations du journal. La cession prend effet en mars 1966.
Pendant les années suivantes, le journal s'attelle à raconter la vie quotidienne de la Bretagne. On y trouve notamment des articles de François-Henri de Virieu sur le monde agricole, de Henry Caouissin sur le cinéma, ou encore de Xavier Grall, qui écrit sous le pseudonyme de Saint Herbot des articles aux accents indépendantistes ainsi qu'un portrait de Glenmor. Les ventes se stabilisent aux alentours des 15 000 ventes par mois.
Certaines publications du magazine attirent l'attention des médias nationaux, comme la publication d'un communiqué du mouvement fédéraliste breton MOB (Mouvement pour l'organisation de la Bretagne) incitant les bretons à acheter des plaques automobiles bretonnes, plus tard interdites par plusieurs préfets bretons.
Après les manifestations paysannes de 1967, le magazine prend un ton plus politique et rompt franchement avec la ligne imposée par Yvon Bourges, et inaugure une nouvelle formule et se donne pour objectif de "dialoguer avec tous les courants politiques", en se proclamant première revue régionaliste de France. Le magazine reçoit notamment Michel Phlipponneau, membre influent du parti socialiste breton. Yvon Bourges se plaint de cette nouvelle direction mais l'éditeur ne donne pas suite à ses préoccupations.
Dans ses derniers numéros, le magazine reçoit des personnalités politiques bretonnes éminentes comme Raymond Marcellin, alors ministre délégué auprès du premier ministre, chargé du plan et de l'aménagement du territoire, ou le militant d'extrême-droite François Brigneau face au journaliste de gauche Morvan Lebesque.
Les derniers éditoriaux de Jean Bothorel se font de plus en plus virulents, et Yvon Bourges demande une nouvelle fois la fin de Bretagne Magazine avec le soutien de René Pleven. Un ultime numéro paraît en avril 1968, comportant notamment en couverture Edouard Ollivro, député-maire régionaliste de Guingamp.